# Filadélfia (Bahia)
Filadélfia is een gemeente in de Braziliaanse deelstaat Bahia. De gemeente telt 16.215 inwoners (schatting 2009).